# رژیم ملایم
رژیم ملایم (انگلیسی: Bland diet) نوعی رژیم غذایی است که نرم، کم فیبر، پخته‌شده و غیر تند باشد. کسانی که این رژیم غذایی را رعایت می‌کنند، نباید غذاهای سرخ‌کردنی و چرب، پنیرهای پُرمایه، غلات دارای سبوس (سرشار از فیبر) و برخی داروها همچون آسپرین و ایبوپروفن مصرف کنند. علت اینکه این رژیم غذایی «ملایم» نام گرفته، این است که اثر تسکین‌دهنده و آرامش‌بخش بر روی مجاری گوارش دارد (تحریک بافتی را به حداقل می‌رساند). یک دلیل دیگر است است که این رژیم غذایی، معمولاً فاقد «طعم» است؛ گرچه لزومی ندارد که همواره چنین باشد و غذاهای غیرمحرک هم می‌توانند بر حسب سلیقه شخصی و نحوهٔ آماده‌سازی و پخت خوشایند و اشتهاآور باشند.

## موارد استفاده
رژیم ملایم معمولاً به‌دنبال جراحی‌های معده و روده تجویز می‌شود، یا در کسانی که زخم‌های گوارشی، سوزش سر دل، تهوع، استفراغ و باد شکم دارند. رژیم ملایم به لوله گوارش اجازه استراحت و ترمیم را می‌دهد تا برای هضم غذاهای سنگین‌تر آماده شود.
در این رژیم غذایی بسیاری از انواع شیر و  فراورده‌های لبنی مجاز است و حتی توصیه می‌شود، اما استثناهایی هم دارد. مصرف فراورده‌های لبنی حاوی شکلات، پنیرهای تند و چاشنی‌دار و فراورده‌هایی که پُرچرب هستند (مثل خامه) منع شده‌است. فراورده‌های لبنی ملایم، موجب تسکین مخاط تحریک‌شده می‌شوند، حال آنکه چربی‌ها، کاکائو و ادویه اثری معکوس و تحریک‌کننده دارند.
مصرف سبزیجات و میوه‌های کنسروی (به‌جز گوجه‌فرنگی کنسروی) خالی از اشکال است. سس‌های پاستا که پایهٔ گوجه‌فرنگی دارند، نباید مصرف شوند. در میان میوه‌ها، موز خوب است، اما مصرف میوه‌های پرفیبر، ترش و اسیدی (مثل مرکبات) ممنوع است. هضم سیب‌زمینی تنوری و سیب‌زمینی شیرین بسیار آسان است، اما نباید به آن طعم‌دهنده‌های چرب مثل کره اضافه کرد. مواد غذایی دارای سرکه مثل ترشی‌ها و غذهای تخمیری مثل کلم‌ترش نباید استفاده شوند.
شاید مشکل‌ترین تغییر در این رژیم غذایی، گوشت‌ها و پروتئین‌ها باشد. در نوع سخت‌گیرانهٔ «رژیم ملایم»، منابع پروتئینی ملایم‌تر مثل کره بادام زمینی، تخم‌مرغ و پنیر سویا نسبت به گوشت‌های فیبروزی یا چاشنی‌دار ترجیح داده می‌شود. برخی گوشت‌ها نظیر گوشت ماکیان و ماهی اشکالی ندارد، به شرط آنکه زیاد سرخ نشوند، به آنها آرد سوخاری زده نشود یا فراوری نشده باشند (مثلاً به‌صورت کالباس و سوسیس نباشد). یک نمونه از غذاهای پروتئینی در رژیم ملایم، گوشت سینهٔ مرغ بخارپزشده است که با نمک‌های جایگزین (نه نمک معمولی) آماده شده باشد.
رژیم غذایی ملایم برای کمک به بهبود بیماری‌های گوارشی یا بیماری‌هایی به کار می‌رود که ارتقا وضعیت گوارشی و هضم غذا در آنها ضرورت دارد. این رژیم برای کاهش وزن مؤثر نیست، با آنکه وعده‌های غذایی به‌شدت کنترل می‌شود. بسیاری از افراد، رعایت این رژیم را بسیار مشکل می‌یابند و برخی با به‌کارگیری ادویه‌های مجاز، تحمل آن را برای خود آسان‌تر می‌کنند. سرانجام بسیاری از افراد، با بهبود وضعیت سلامت خود، کم‌کم به رژیم عادی غذایی خود باز می‌گردند.